# Suns de Phoenix
Pour les articles homonymes, voir Phoenix.
Maillots
Actualités
Les Suns de Phoenix (en anglais : Phoenix Suns, « les soleils de Phoenix ») sont une franchise de basket-ball de la NBA basée à Phoenix, dans l'Arizona. Fondée en 1968, l’actuel propriétaire de cette franchise est Mat Ishbia. Elle dispute ses matchs à domicile au FootPrint Center.
La franchise commence à jouer en 1968 en tant qu’équipe d’expansion, et leurs premières années sont médiocres. La franchise prend de l'importance dans les années 1970, où, après avoir associé Dick Van Arsdale, Alvan Adams et Paul Westphal, les Suns atteignent les finales NBA 1976. Cependant, après avoir échoué dans l'obtention d'un titre, les Suns reconstruisent autour de Walter Davis dans la majorité des années 1980, jusqu’à l’acquisition de Kevin Johnson en 1988.
Avec l'association Johnson, Charles Barkley, Tom Chambers et Dan Majerle, les Suns atteignent les séries éliminatoires pour un record de franchise de treize apparitions consécutives et restent un prétendant régulier au titre tout au long des années 1990, et atteignent même les finales en 1993. Cependant, l’équipe échoue encore une fois et entre dans une autre période de médiocrité jusqu’au début des années 2000.
En 2004, les Suns retrouvent Steve Nash et retournent immédiatement en playoffs. Avec Nash, Shawn Marion et Amar'e Stoudemire, et sous la direction de l’entraîneur Mike D'Antoni, l'équipe est célèbre pour pratiquer un jeu offensif basé sur le run and gun, un système rapide privilégiant les contre-attaques et les tirs. Mais les Suns échouent à remporter un titre NBA, et sont contraints de reconstruire à nouveau.
Deux joueurs des Suns, Barkley et Nash, ont remporté le titre de Most Valuable Player (MVP).

## Historique de la franchise

### Le commencement (1968-1987)
La franchise des Phoenix Suns réalise sa première saison en NBA en 1968-69. L’équipe nomme comme General Manager Jerry Colangelo, qui à 28 ans devient le plus jeune GM de l'histoire des sports professionnels, avec Johnny Kerr comme entraîneur. L'équipe sélectionne à la draft de la NBA Dick Van Arsdale, surnommé « The Original Sun » et récupère entre autres Gail Goodrich lors de l’expansion draft. Contrairement à la première année de succès que Colangelo et Kerr ont eu à Chicago, où les Bulls terminent avec un record d’expansion de première année à 33 victoires et une place en playoffs, Phoenix termine sa première année à 16-66. Goodrich et Van Arsdale sont tous deux sélectionnés pour le All-Star Game lors de leur première saison avec les Suns. Goodrich retourne dans son ancienne équipe, les Lakers de Los Angeles, après deux saisons avec les Suns, mais Van Arsdale passe le reste de sa carrière en tant que joueur et entraîneur à Phoenix.
La dernière place des Suns cette saison-là entraîne un pile ou face pour déterminer le choix numéro un de la draft 1969 de la NBA avec les Bucks de Milwaukee. Ces derniers remportent le tirage, et les droits de sélectionner le pivot d'UCLA, Lew Alcindor (qui deviendra par la suite de sa carrière Kareem Abdul-Jabbar), tandis que Phoenix se repose sur le pivot Neal Walk, dont les cinq saisons NBA seront insignifiantes.
La saison 1969-1970 a affiché de meilleurs résultats pour les Suns, finissant à 39-43, mais perdant face aux Lakers lors du premier tour des playoffs. Les deux saisons suivantes, les Suns terminent avec 48 et 49 victoires respectivement, mais ne se qualifient pas en playoffs et ne les atteindront pas jusque 1976.

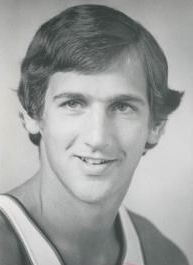
Paul Westphal

La saison 1975-1976 s’est avérée être une année charnière pour les Suns qui font plusieurs mouvements clés, y compris le transfert hors-saison de Charlie Scott aux Celtics de Boston en échange de Paul Westphal, membre de l’équipe du titre de Boston en 1974. Ils sélectionnent également Alvan Adams de l’université de l'Oklahoma et le meneur Ricky Sobers de l’UNLV. Les Suns et les Braves de Buffalo font un échange de mi-saison, Phoenix envoyant John Shumate en échange de l'ailier Garfield Heard. La franchise connaît une mauvaise période au milieu de la saison avec 18 défaites en 24 rencontres avant de terminer en boulet de canon avec 10 victoires sur les 13 derniers matchs pour obtenir un bilan de 42 victoires pour 40 revers, suffisant pour accrocher les playoffs pour la première fois depuis la saison NBA 1969-1970. Avec Alvan Adams et Paul Westphal, la formation dirigée par John McLeod atteint à la surprise générale les Finales NBA 1976 contre les Celtics de Boston menés par Dave Cowens et John Havlicek, après avoir éliminé successivement les SuperSonics de Seattle en six manches puis les champions sortants les Warriors de Golden State en sept manches.
Les Suns affrontent une équipe des Celtics de Boston expérimentée, menée par Dave Cowens et John Havlicek. Le cinquième match de la finale, le 4 juin 1976, disputée en triple prolongation au Boston Garden, est une des rencontres légendaires de la NBA, remportée 128 à 126 par les Celtics malgré de multiples exploits de Paul Westphal. Le tir à la dernière seconde de Gar Heard pour égaliser à 112 partout et accrocher la troisième prolongation est connu sous le nom de Shot Heard Round’ the World (« le tir entendu dans le monde entier », avec un jeu de mots sur Heard). La bataille acharnée des Suns est de courte durée, car le joueur de banc des Celtics, Glenn McDonald, marque six de ses huit points en troisième prolongation pour mener les Celtics à une victoire 128-126. Boston remporte la série en six matchs, remportant le titre au Coliseum, battant Phoenix dans le sixième match, 87-80.
De 1978 à 1985, l’équipe atteint les séries éliminatoires sans jamais dépasser les finales de conférence.
Une affaire de drogue torpille l’organisation en 1987. Le meilleur marqueur de l’histoire du club, Walter Davis, est soupçonné d’usage de drogue. Dans cette affaire, cinq joueurs évoluant ou ayant évolué aux Suns sont également soupçonnés d’usage de drogue. Six autres joueurs de la ligue sont mêlés à cette affaire. Walter Davis retourne alors à un programme anti-drogue mais l’affaire entache énormément l’image du club, bien que tous les tests réalisés par la suite se soient révélés négatifs. Aucun procès n’a eu lieu et aucune drogue n'est saisie..

### L'ère Kevin Johnson (1987-1992)
Des changements sont opérés en 1987-1988, avec l'acquisition de Kevin Johnson, Mark West et Tyrone Corbin en provenance de Cleveland en échange de Larry Nance et Mike Sanders. En 1988, Tom Chambers arrive de Seattle et Jeff Hornacek signe au club. C'est le début d'une série de 13 apparitions consécutives en séries éliminatoires. Kurt Rambis arrive des Charlotte Hornets en 1989 et l'équipe créé la surprise en battant les Lakers de Los Angeles en cinq manches durant les séries éliminatoires avant de tomber face aux Trail Blazers de Portland en finales de conférence.
En 1990-1991, les Suns terminent la saison avec un bilan de 55-27 et se qualifient pour les playoffs, mais perdent au premier tour contre le Jazz de l'Utah, 3-1. En 1991-1992, les Suns terminent la saison avec un biland de 53-29. Quatre joueurs des Suns sont sélectionnés au All-Star Game au cours des deux saisons précédentes (Chambers, Johnson, Hornacek et Dan Majerle), les Suns balayent les Spurs de San Antonio en trois matchs lors du premier tour des playoffs 1992. Les Suns sont ensuite défaits en cinq matchs face aux Trail Blazers en demi-finale de conférence. La série est ponctuée par un match quatre notable dans lequel les Suns perdent en double prolongation 153-151 (le plus gros score de l’histoire des playoffs de la NBA à ce jour[Quand ?]). Ce match est le dernier Suns jamais joué au Coliseum.

### L'ère Charles Barkley (1992-1996)

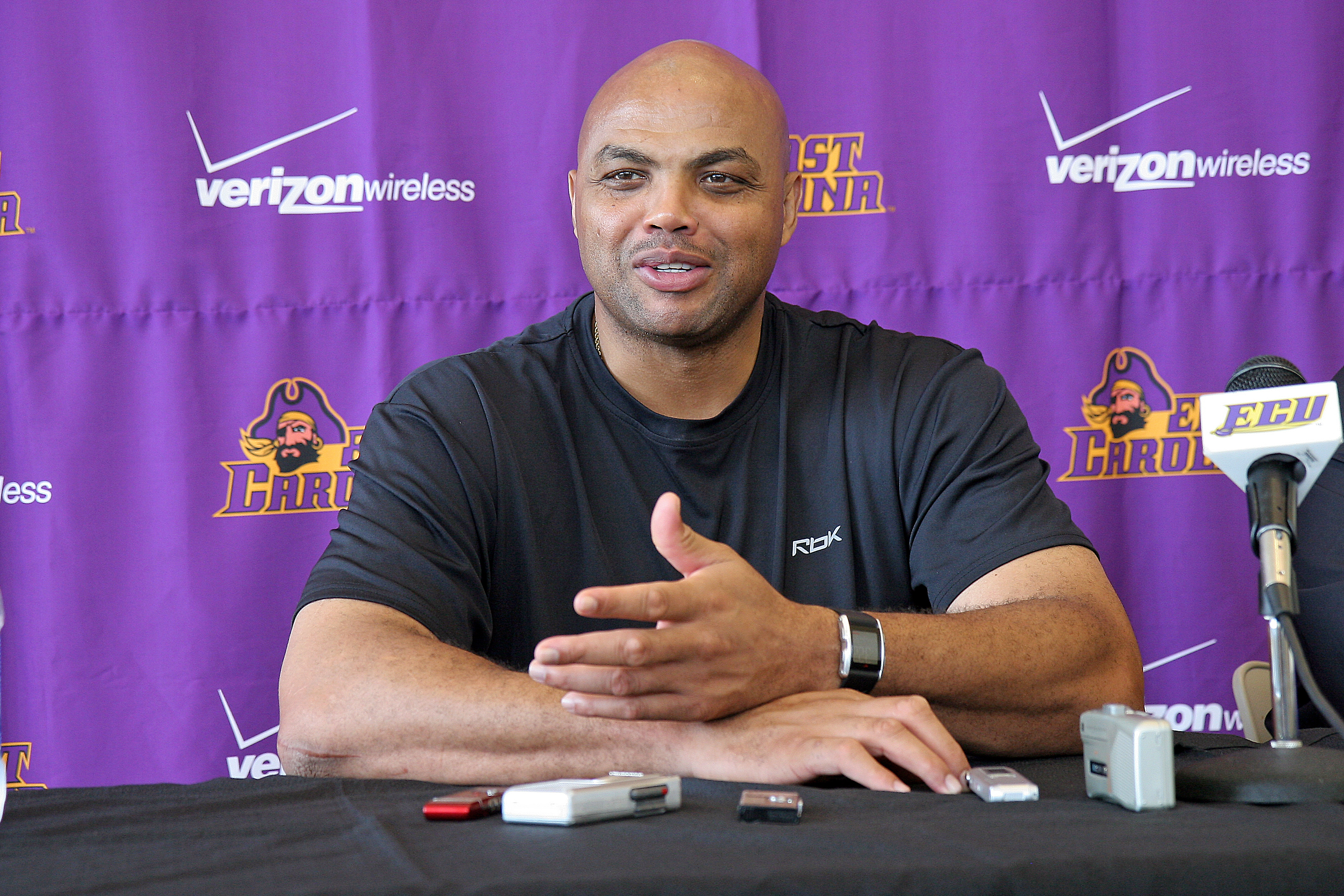
Charles Barkley

En 1992, les Suns emménagent dans leur nouvelle salle au centre-ville de Phoenix, l’America West Arena. L’arène est parfois appelée le « Purple Palace » en raison de ses sièges violets, l’une des couleurs des Suns. Jeff Hornacek est transféré aux 76ers de Philadelphie en 1992 avec Andrew Lang pour le flamboyant mais productif ailier fort Charles Barkley. Il est même élu MVP de la saison régulière en 1992-1993.
L'ancien membre des Celtics de Boston Danny Ainge rejoint le club pour composer une équipe dynamique difficile à battre. Ils sélectionnent Oliver Miller et l'ailier Richard Dumas (qui est suspendu pour son année rookie pour violation de la politique de la NBA sur les drogues).
Sous la direction de l’entraîneur Paul Westphal, ancien assistant des Suns, ceux-ci remportent 62 matchs en 1992-1993, établissant un record de franchise. Lors du premier tour des playoffs, ils battent les Lakers de Los Angeles, huitième, après un déficit de 0-2 dans la série de cinq matchs. Les Suns éliminent ensuite les Spurs et les SuperSonics, avançant vers la finale NBA pour la deuxième fois dans l’histoire de la franchise. Ils perdent contre les Bulls de Chicago, menés par Michael Jordan et Scottie Pippen. La série inclus également un match en triple prolongation lors du troisième match, ce qui rend ce match et leur match cinq dans la finale 1976, les seuls matchs de trois prolongations dans l’histoire des Finales NBA.
Les Suns continuent de connaître du succès en saison régulière, gagnant un total de 178 victoires durant les saisons 1992-1993, 1993-1994 et 1994-1995. Ils renforcent leur effectif en ajoutant des joueurs tels que A. C. Green, Danny Manning, Wesley Person, Wayman Tisdale et Elliot Perry. Malgré un titre de la Division Pacifique en 1995, les Suns sont éliminés dans les demi-finales consécutives de la conférence Ouest par les Rockets de Houston, les deux séries ayant remporté sept matchs complets. Manning était rarement en pleine forme avec les Suns, se déchirant le LCA en 1995 juste avant la pause du All-Star Game.
À la fin de la saison 1994-1995, le manager général de Phoenix, Bryan Colangelo, le fils de Jerry, effectue un échange qui finit par coûter cher, envoyant le All-Star Majerle et un premier choix de draft aux Cavaliers de Cleveland en échange de John « Hot Rod » Williams. L’échange est fait pour répondre aux besoins des Suns dans le secteur intérieur, mais l'absence de Majerle est remarquée et la production de Williams ne répond pas aux attentes.
La saison 1995-1996 est décevante pour les Suns, même si Michael Finley, ne peut participer aux playoffs en raison d’une blessure. Les Suns affichent un bilan de 41-41 et sont éliminés au premier tour des séries éliminatoires par les Spurs de San Antonio. Westphal est congédié au milieu de la saison et remplacé par Cotton Fitzsimmons, son troisième mandat comme entraîneur. Une combinaison de troubles au sein du management, ainsi que la possibilité moindre de gagner un championnat, conduit à des troubles dans la relation entre Barkley avec Jerry Colangelo, qui se sont rejetés publiquement. Cela a conduit à Barkley être échangé aux Rockets de Houston pour Sam Cassell, Robert Horry, Mark Bryant et Chucky Brown. Trois des quatre joueurs n’étaient plus dans la franchise un an plus tard, et deux des joueurs les plus talentueux (Horry et Cassell) ont constamment été contre les décisions de l’entraîneur et ont semblé instaurer une influence négative dans les vestiaires.

### Les années difficiles (1996-2002)
Dans la même période, Kevin Johnson prend sa retraite, mais revient pour aider la franchise durant les playoffs 1998.
Lors de la draft 1996, les Suns utilisent leur 15e choix pour le meneur Steve Nash. En entendant l’annonce, les fans des Suns huent ce choix d'un joueur relativement inconnu, parce qu’il n’avait pas joué dans l’une des grandes conférences universitaires. Au cours de ses deux premières saisons en NBA, il joue un rôle de remplaçant derrière les meneurs stars Jason Kidd et Kevin Johnson.
Après l'échange de Barkley, les Suns commencent la saison 1996-1997 par 13 défaites consécutives, un record de la franchise pour le pire départ. Au cours de la série de 13 défaites, Fitzsimmons démissionne en tant qu’entraîneur et est remplacé par l’ancien joueur Danny Ainge.
Après une altercation sur le terrain entre Ainge et Horry, celui-ci est échangé aux Lakers de Los Angeles contre Cedric Ceballos. Par la suite, Cassell est échangé contre Jason Kidd. Les Suns enchaînent ensuite sur une série de 11 victoires qui les qualifie pour les playoffs en 7e position, dans une série contre les SuperSonics de Seattle. Malgré la défaite dans les séries éliminatoires, les Suns deviennent l’une des rares équipes de la NBA à faire les playoffs après avoir commencé la saison avec au moins 10 défaites de suite.
Avec Kidd en tant que meneur titulaire, Nash est envoyé aux Mavericks de Dallas en juin 1998 en échange de Martin Müürsepp, Bubba Wells, les droits de Pat Garrity, et un futur choix de premier tour (plus tard utilisé pour sélectionner Shawn Marion).
Dans l'intersaison avant la saison 1999-2000, les Suns acquièrent Penny Hardaway afin de créer un tandem composé de Kidd et Hardaway appelé "Backcourt 2000". Toutefois, cette combinaison n’a jamais été pleinement réalisée, car Hardaway manque plusieurs matchs au milieu de la saison et Kidd se casse la cheville en arrivant dans les playoffs au moment où Hardaway revient sur les parquets. Les Suns battent les Spurs de San Antonio en playoffs, 3-1. Les Spurs jouent toutefois sans leur meilleur joueur, Tim Duncan, tout au long de la série. Cependant, même avec le retour de Kidd au tour suivant, les Suns tombent face aux Lakers de Los Angeles, 4-1.
Les Suns continuent d'atteindre régulièrement les séries éliminatoires sans jamais percer. Ils transfèrent alors Jason Kidd à New Jersey en échange de Stephon Marbury. Mais Marbury, en dépit de ses qualités athlétiques, n’arrive pas à transcender l’équipe comme Kidd savait le faire. Pour la première fois en 14 ans, les Suns n’atteignent pas les séries éliminatoires. Cette contre-performance permet à Phoenix d’obtenir le 9e choix de la draft de 2002 avec lequel le club sélectionne Amar'e Stoudemire.

### L'espoir avec Stoudemire (2002-2004)

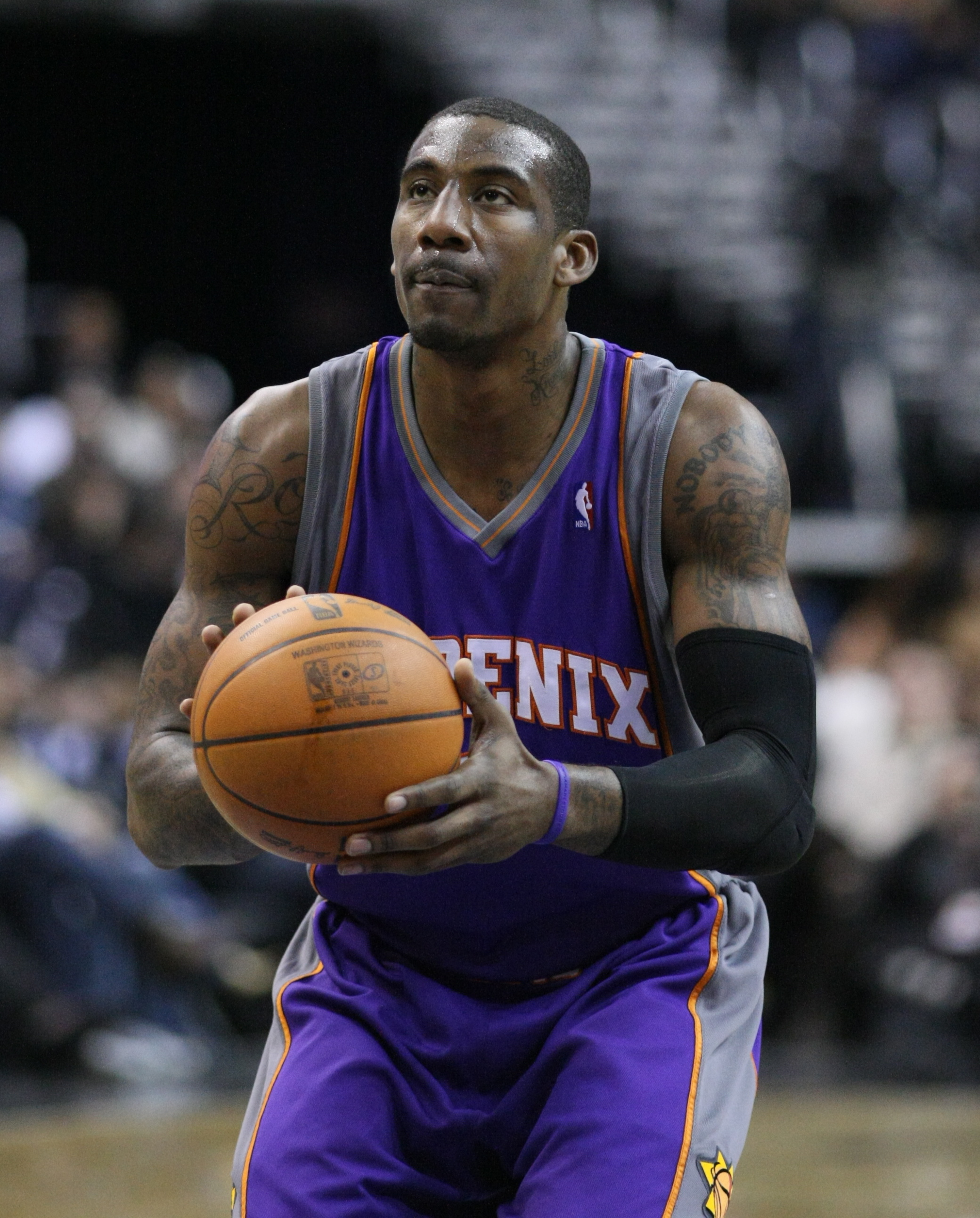
Amar'e Stoudemire

La saison 2002-2003 voit l'émergence d'Amar'e Stoudemire, souvent comparé au futur Hall of Famer Karl Malone. Sa taille et ses qualités athlétiques, avec une forte éthique de travail, l’ont déjà amené dans le groupe des meilleurs joueurs ayant directement rejoint la NBA après le l'école secondaire. Il est nommé Rookie de l’année, saison dans laquelle les Suns retrouvent les playoffs avec un bilan de 43 victoires pour 39 défaites. Les Suns sont éliminés au premier tour une fois de plus par les Spurs de San Antonio, dans une série de six matchs face aux futurs champions de la NBA.
La jeunesse des Suns leur est fatale pour la saison 2003-2004 dans laquelle ils finissent parmi les plus mauvaises équipes de la ligue avec un bilan de 29-53. Durant la saison, Stephon Marbury et Anfernee Hardaway sont transférés aux Knicks de New York.
En avril 2004, la franchise est vendue pour 401 millions de dollars à un groupe d’investisseurs mené par Robert Sarver.

### L'ère Steve Nash et le «Run & Gun» (2004-2010)
Durant l'intersaison 2004, les Suns enregistrent le retour de leur meneur prodige Steve Nash, pour perpétuer la tradition d’un meneur de qualité (Kevin Johnson, Jason Kidd, Stephon Marbury…). Ils signent également Quentin Richardson en provenance des Clippers de Los Angeles. Plus anecdotique, l’équipe compte dans son effectif Yuta Tabuse, qui devient le premier japonais à évoluer en NBA. Il est libéré au mois de décembre, après quelques matchs.
En parallèle, l’évolution des règles en NBA, favorisant le jeu rapide et offensif appelé par l'entraîneur le « Run and gun », est l'une des raisons du bon départ de Phoenix qui réalise son meilleur début de saison depuis sa création.
Les Suns vont effectivement être incontestablement la surprise de la saison 2004/05 : ils gagnent 33 matchs de plus que la saison précédente (l'une des meilleures progressions de l'histoire), passant de la seconde plus mauvaise équipe de l'Ouest à la meilleure de la ligue. Sous l'impulsion de Steve Nash, véritable chef d'orchestre qui transcende ses coéquipiers, les Suns pratiquent un jeu très offensif basé sur la course. Néanmoins, la faible qualité des joueurs du banc oblige l'entraîneur Mike D'Antoni à n'utiliser une rotation basée sur seulement six joueurs, pari risqué qui menace l'équipe en cas de blessure de l'un de ses membres.
Steve Nash est élu MVP (meilleur joueur de l'année) et Mike D'Antoni meilleur entraîneur de l'année. Les Suns rallient les finales de Conférence, où ils sont sèchement battus par les Spurs de San Antonio en cinq matchs.
L'été 2005 est mouvementé du côté des Suns. Joe Johnson prend la direction d'Atlanta dans un échange qui amène le Français Boris Diaw en Arizona. Quentin Richardson est envoyé vers New York en échange de l'intérieur Kurt Thomas. Afin d'accroître leurs capacités défensives, les Suns recrutent Raja Bell, James Jones, Eddie House ou encore Brian Grant. Alors que l'effectif semble clairement taillé pour aller décrocher le titre, Amaré Stoudemire se blesse gravement avant même le début de la saison 2005-2006. Le All-Star écarté des terrains pendant plusieurs mois, ce sont tous les espoirs de bien figurer en saison régulière qui vacillent.
Et pourtant, malgré un départ moyen (8 victoires pour 5 défaites en novembre 2005), les Suns vont bénéficier de la polyvalence des joueurs composant l'effectif pour redresser la barre. Dans le rôle du joker de luxe, Boris Diaw tire particulièrement son épingle du jeu en assurant l'intérim sur l'ensemble des postes y compris dans la raquette, faisant de lui le favori pour le titre de joueur ayant le plus progressé sur la saison. Autour de leur MVP Steve Nash, les Suns bâtissent un bilan de 29-16 à l'orée d'un mois de février qui va les propulser vers les sommets de la ligue. Phoenix enchaîne 11 victoires de suite avant de s'incliner à la maison, mais en l'absence de Nash, contre les Spurs de San Antonio le 9 mars 2006. Quelques jours plus tôt Tim Thomas, débarqué par les Bulls, a rejoint l'effectif et s'est fendu de 20 points pour son premier match avec les Suns.

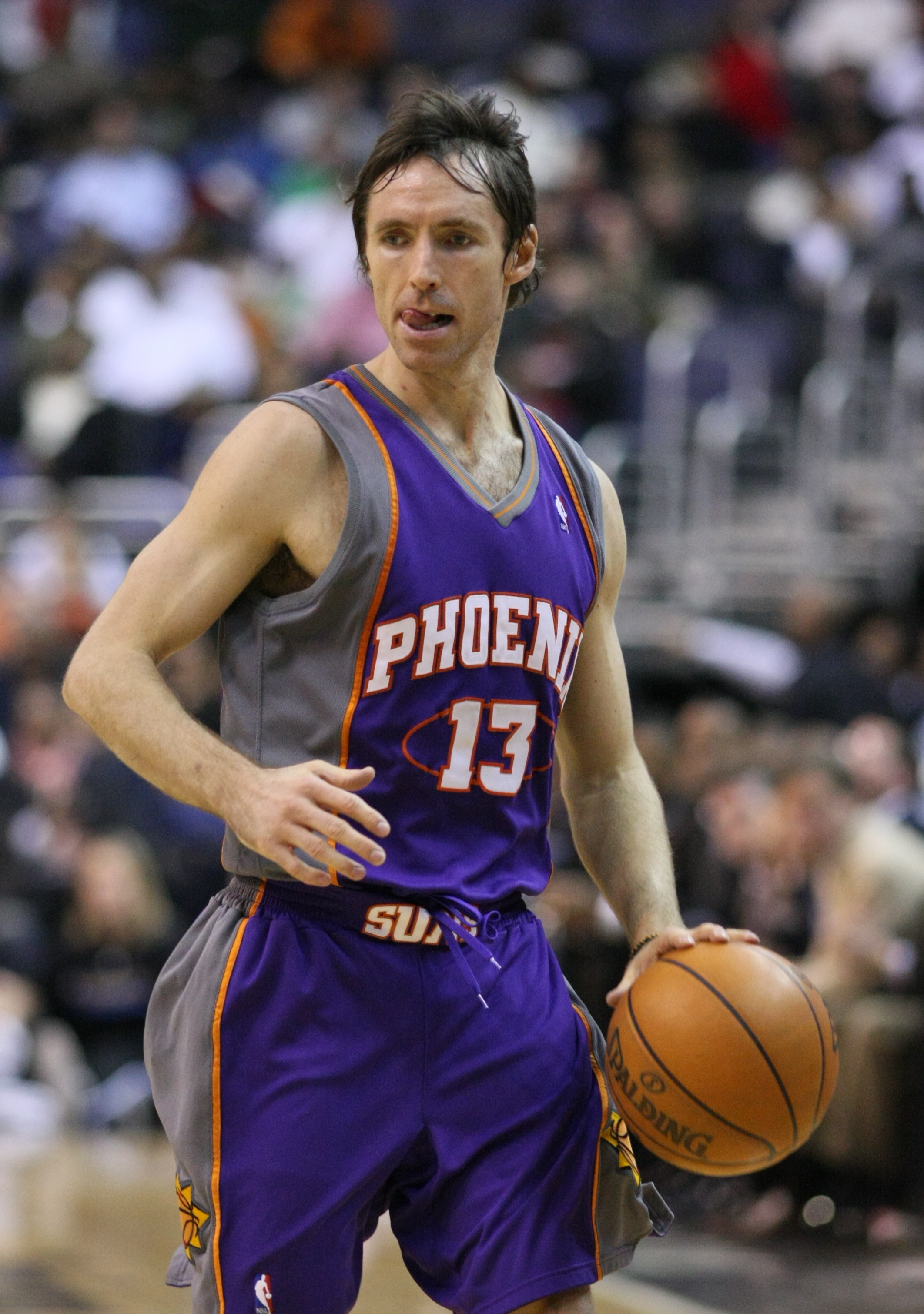
Steve Nash, double MVP de la NBA

À la date du 10 avril 2006 et alors qu'Amar'e Stoudemire est encore en convalescence, après un rapide retour de 3 matchs puis une autre blessure à son autre genou, les Suns pointent en 2e position de la Conférence Ouest avec un bilan de 50 victoires pour 26 défaites et se sont qualifiés pour les séries éliminatoires.
En mai 2006 le joueur français des Suns Boris Diaw est élu par les journalistes américains MIP (most improved player) soit le joueur de la ligue ayant le plus progressé. Passant de à peine 4 points, 2 passes et 2 rebonds par match avec son ancienne franchise des Hawks d'Atlanta à plus de 13 points, 6 passes et 6 rebonds par match.

#### Un nouveau leader et la fin du «Run & Gun»
En Février 2008, Shaq arrive à Phoenix en échange de Shawn Marion et de Marcus Banks. Les débuts sont plus difficiles que prévu mais n'empêchent pas les Suns de jouer les premiers rôles à l'Ouest. Shaquille O'Neal est là pour apporter de la défense et surtout le leadership qu'il manquait aux Suns depuis le départ de Charles Barkley. Petit à petit, le nouveau collectif se met en place, l'équipe finit la saison à une honnête sixième place (55v-27d) et à l'approche d'un premier tour des séries éliminatoires explosives face aux Spurs de San Antonio, tous les espoirs sont permis. Mais Phoenix doit rapidement déchanter. Défaits de peu à deux reprises dans le Texas, après avoir largement mené au score, les Suns passent à côté de leur premier match à domicile et se retrouvent ainsi menés 3-0. Ils réalisent alors un énorme quatrième match où ils battent largement les Texans (105-86), évitant ainsi le sweep.
Malgré cette élimination, le GM Steve Kerr pense que le transfert d'O'Neal est un succès. L'entraîneur Mike D'Antoni quitte les Suns pour les Knicks de New York, il est remplacé par Terry Porter. Terry Porter prône un jeu plus tourné vers la défense mais est limogé courant février après des résultats de début de saison en demi teinte (28v-23d). Son assistant Alvin Gentry prend alors les commandes de l'équipe, en remettant au goût du jour la méthode de Mike D'Antoni. Gentry actualise le run & gun « made in Phoenix », en replaçant l'attaque au centre du jeu des Suns. Lors du premier match des Suns sous sa houlette, à domicile, Phoenix remporte une victoire très large 140-100 face aux Clippers de Los Angeles, et cela quelques jours après le All-Star Game disputé sur ce même parquet.

#### Le retour au «Run & Gun»
Alvin Gentry prend les commandes de l'équipe et prône un retour au « Run & Gun », qui correspond mieux aux joueurs. Malgré des résultats mitigés, les Suns marquent beaucoup plus de points. Steve Nash est absent quelques matchs et Amare Stoudemire se blesse jusqu'à la fin de la saison. Ces absences se font ressentir dans les résultats des Suns, 9e de la conférence mais qui s'éloignent de la huitième place synonyme de qualification pour les séries éliminatoires. Avec l'absence de Stoudemire, Shaquille O'Neal prend plus d'importance au niveau du scoring, en enchaînant 45 points face aux Raptors de Toronto puis 33 points face aux Lakers de Los Angeles. Shaq améliore ses stats par rapport à sa première saison aux Suns puisqu'il tourne à 18 points de moyenne. Stromile Swift débarque aux Suns afin de pallier l'absence de Stoudemire. Les Suns ne se qualifient pas pour les séries éliminatoires, une première depuis 2005.

#### Saison 2009-2010
Dès la saison finie, les Suns envoyent Shaquille O'Neal aux Cavaliers de Cleveland et reçoivent en contrepartie Ben Wallace (basket-ball) et Saša Pavlović. Ces deux derniers sont rapidement libérés, s'engageant respectivement aux Pistons de Détroit (l'ancien club de Big Ben) et aux Timberwolves du Minnesota pour Pavlović. Avec cet échange Steve Kerr montre le retour a la philosophie de jeu qui a fait le succès des Suns de Phoenix. Les Suns engagent Channing Frye, pivot très mobile, pour occuper la raquette des Suns avec Amar'e Stoudemire.
Le « Run & Gun » est donc plus que jamais d'actualité à Phoenix, qui démarre cette saison par deux victoires sur les Clippers de Los Angeles (109-107) puis sur les Warriors de Golden State (123-101).
Avant d'entamer le mois de décembre, l'équipe est première de la NBA avec 82 % de victoire après une victoire à Toronto, contre les Raptors de Toronto.
Néanmoins le mois de décembre fait rentrer les Suns de Phoenix dans le dur avec une série de back to back et des déplacements périlleux chez les grosses franchises de la NBA. Sur les 15 rencontres déroulées au cours de ce mois de décembre Phoenix s'incline à 9 reprises et tombe à 62,50 % avec le plus gros des revers concédés hors de ses bases où Phoenix passe de 8-3 (avant d'entamer décembre) à 8-10 enchainant 7 revers consécutifs (notamment sur le parquet des Mavericks de Dallas, Nuggets de Denver, Lakers de Los Angeles, Trail Blazers de Portland) mais Phoenix conserve une honorable 3e place à l'Ouest en compensant à domicile avec seulement deux défaites en 12 rencontres faisant notamment tomber les Spurs de San Antonio, le Magic d'Orlando ou les Lakers de Los Angeles.
Entre décembre et janvier les Suns multiplient les revers et tombent à la 8e place de la conférence, la lourde défaite sur son parquet face aux Grizzlies de Memphis (103-128) ainsi que les quatre défaites consécutives à la mi-janvier symbolisant sans doute le mieux cette décadence. Mais la franchise de l'Arizona se reprend et remonte à la 5e place à l'aube du mois de mars en enchainant à deux reprises cinq victoires consécutives en grande partie grâce à un Amar'e Stoudemire retrouvé après avoir été très proche de quitter la franchise cet hiver.
Les Suns de Phoenix terminent troisième de la conférence ouest au terme de la saison régulière, grâce notamment à une suite de dix victoires dans les dernières rencontres de la saison. Les Suns viennent rapidement à bout des Trail Blazers de Portland au premier tour des séries éliminatoires (4-2) et se hissent en demi-finale de conférence face aux Spurs de San Antonio. Ils éliminent les Spurs en 4 matchs, et rencontrent en finale de Conférence Ouest les Lakers de Los Angeles dans une série que les Suns de Phoenix perdent 4-2.

### Déclin de l'équipe (2010-2012)
Lors de l'été 2010, Stoudemire est « agent libre » et s'engage avec les Knicks de New York.
Orpheline de sa star Amar'e Stoudemire l'équipe se repose complètement sur Steve Nash et Jason Richardson mais, la perte de Stoudemire est trop grande et les Suns se retrouvent très vite en difficulté dans une conférence au niveau toujours très relevé.
Pour redonner de l'élan a l'équipe ils se séparent de Hedo Türkoğlu, d'Earl Clark et de Jason Richardson en contrepartie ils enregistrent les arrivées de Vince Carter, Mickaël Piétrus et du pivot Polonais Marcin Gortat.
Vince Carter retrouve un bon niveau tout comme Steve Nash et Grant Hill ce qui relance l'équipe dans la course au séries éliminatoires.
Après le All-Star Game et ce, dans les dernières heures avant la fin des transferts, les Suns envoient Goran Dragić à Houston en échange du meneur de jeux et MIP 2010 Aaron Brooks.
Quelques jours avant le lockout, les Suns draftent Markieff Morris avec le 13e choix du 1er tour. Après un lockout de 5 mois, les activités de la NBA reprennent. Les Suns coupent Vince Carter qui signe aux Mavericks de Dallas. Pour pallier l'absence d'Aaron Brooks parti une année en Chine, les Suns recrutent Shannon Brown, Sebastian Telfair et Ronnie Price tous les trois pour un contrat d'un an. Ils signent aussi Michael Redd qui était agent libre pour un contrat, lui aussi, d'un an. Les Suns finissent la saison à la 9e place de la Conférence Ouest avec un bilan de 33 victoires et 33 défaites.

### Difficultés et reconstruction (2012-2015)
Lors de la draft 2012, les Suns draftent avec le 13e choix, le meneur Kendall Marshall. Ce choix ne fait que renforcer les rumeurs sur la possibilité de départ de Steve Nash. En effet, le joueur vedette des Suns est envoyé le 4 juillet 2012 aux Lakers de Los Angeles contre 4 futurs tours de draft ainsi qu'une enveloppe de 3 millions de dollars. Ils font un échange à trois équipe avec les Hornets de La Nouvelle-Orléans et les Timberwolves du Minnesota en échangeant Robin Lopez et Hakim Warrick contre les Hornets et un second tour de draft contre les Timberwolves en échange de Wesley Johnson, un futur premier tour protégé et les droits de Brad Miller et Jerome Dyson. Les droits des deux derniers joueurs sont plus tard abandonnés et les Suns signent Jermaine O'Neal pour un an. Les Suns signent également P. J. Tucker après de belles performances avec l’équipe de la Suns' Summer League. Le 20 septembre 2012, on annonce que Channing Frye avait une cardiomyopathie dilatée et, par conséquent, il rate toute la saison 2012-2013. Le 18 janvier 2013, au lendemain d’une défaite contre les Bucks de Milwaukee, Alvin Gentry accepte de quitter l’organisation des Suns de Phoenix. Deux jours plus tard, Lindsey Hunter est nommé entraîneur par intérim pour le reste de la saison. Le 21 février 2013, les Suns échangent leur deuxième choix de draft 2013 contre les Rockets de Houston en échange de Marcus Morris, le frère jumeau de l'ailier Markieff Morris. Les Suns terminent leur première saison post-Steve Nash avec un bilan de 25-57, leur deuxième pire bilan de l’histoire de la franchise.
Le 22 avril 2013, les Suns congédient le manager général Lance Blanks. Le 7 mai 2013, l’ancien manager général adjoint des Celtics de Boston, Ryan McDonough, est promu au poste de manager général. Le 28 mai 2013, les Suns de Phoenix annoncent que Jeff Hornacek (ancien joueur de la franchise) succède à Lindsey Hunter, qui a assuré l'intérim après le départ d'Alvin Gentry en janvier, au poste d’entraîneur. L’équipe a également commencé la nouvelle saison avec de nouveaux logos, remplaçant la plus grande partie du violet sur leurs logos par du noir.
Lors de la draft 2013 de la NBA, les Suns sélectionnent le pivot ukrainien Alex Len avec leur 5e choix. Bien qu’on s’attendait à ce que les Suns aient une mauvaise saison, ils commencent la saison avec un bilan de 19-11. Eric Bledsoe s'est ensuite blessé contre les Clippers de Los Angeles avec une déchirure du ménisque et manque les 33 matchs suivants. Avec un bilan de 47-32, alors que Dallas et Memphis étaient tous deux à 48-32, Phoenix a perdu contre les deux équipes avant de vaincre les Kings de Sacramento pour terminer la saison en 48-34. Dallas a terminé à 49-33 et Memphis a terminé à 50-32, ce qui a permis à Memphis de terminer en 7e position, Dallas avec la 8e place et Phoenix hors des playoffs. Le meneur slovène, Goran Dragić, a reçu la distinction du joueur ayant le plus progressé sur l'année.
Pendant la draft 2014 de la NBA, les Suns sélectionnent l'ailier T. J. Warren, Tyler Ennis, le Serbe Bogdan Bogdanović et Alec Brown. Le 24 septembre 2014, les Suns et Eric Bledsoe signent un contrat de cinq ans d’une valeur de 70 millions de dollars. Quelques jours plus tard, le 29 septembre 2014, Markieff et Marcus Morris s'engagent pour quatre ans. Markieff gagne 32 millions de dollars et Marcus obtient les 20 millions de dollars. Juste avant la date limite des transferts, le 19 février 2015, les Suns modifient leur effectif. Goran Dragić et son frère Zoran sont échangés au Heat de Miami pour Danny Granger. Immédiatement après l’échange, les Suns remplacent Dragić en échangeant Tyler Ennis et Miles Plumlee pour Brandon Knight. Isaiah Thomas est ensuite échangé aux Celtics de Boston pour Marcus Thornton.

### L'ère Devin Booker (depuis 2015)
Au cours de la draft 2015 de la NBA, les Suns sélectionnent Devin Booker avec le 13e choix. Il était le plus jeune joueur repêché à l’époque par les Suns à 18 ans et a fait ses débuts deux jours avant son 19e anniversaire contre les Mavericks de Dallas. Le 1er juillet 2015, les Suns conservent les droits de Brandon Knight avec une offre semblable à celle d’Eric Bledsoe et acquièrent le pivot expérimenté Tyson Chandler avec un contrat de quatre ans d’une valeur de 52 millions de dollars. Un jour plus tard, les Suns se sont séparés de Markieff Morris, Reggie Bullock et Danny Granger. Néanmoins, le joueur vedette Eric Bledsoe a subi une blessure le 26 décembre 2015, l'obligeant à mettre un terme à sa saison.
Le 1er février 2016, les Suns licencient Jeff Hornacek de ses fonctions d’entraîneur. L’ancien joueur de la NBA, Earl Watson, assume les fonctions d’entraîneur par intérim. Les Suns échangent Markieff Morris, mécontent, le 19 février 2016 contre les Wizards de Washington pour Kris Humphries, DeJuan Blair et le premier choix des Wizards à la draft 2016. Le 14 mars 2016, les Suns sont éliminés de la course aux playoffs pour une sixième saison consécutive, ce qui en fait la plus longue de l’histoire de la franchise. Cependant, le rookie Devin Booker est passé du statut de sixième homme à un rôle de première option offensive après les blessures d'Eric Bledsoe et Brandon Knight. Il a remporté les honneurs de la First All-Rookie Team. Earl Watson est officiellement devenu entraîneur à temps plein le 19 avril 2016.
Au cours de la draft NBA 2016, les Suns choisissent le jeune croate de 18 ans, Dragan Bender, Marquese Chriss et Tyler Ulis. Au cours de la période d'agents libres, les Suns engagent des joueurs vétérans comme Jared Dudley et Leandro Barbosa.
Les Suns terminent la saison 2016-2017 avec une légère amélioration par rapport à leur bilan précédent malgré le retour d’Eric Bledsoe. Le 19 octobre 2017, les Suns enregistrent une défaite record de 48 points à domicile contre les Trail Blazers de Portland (76-124). Devin Booker continue de s’améliorer dans sa deuxième saison avec l’équipe, menant l’équipe en points marqués à 22,1 par match. Il réalise une performance rare, en inscrivant 70 points face aux Celtics de Boston, ce qui en fait le plus jeune joueur de l'histoire à atteindre ce seuil. Les Suns sont toutefois battus.

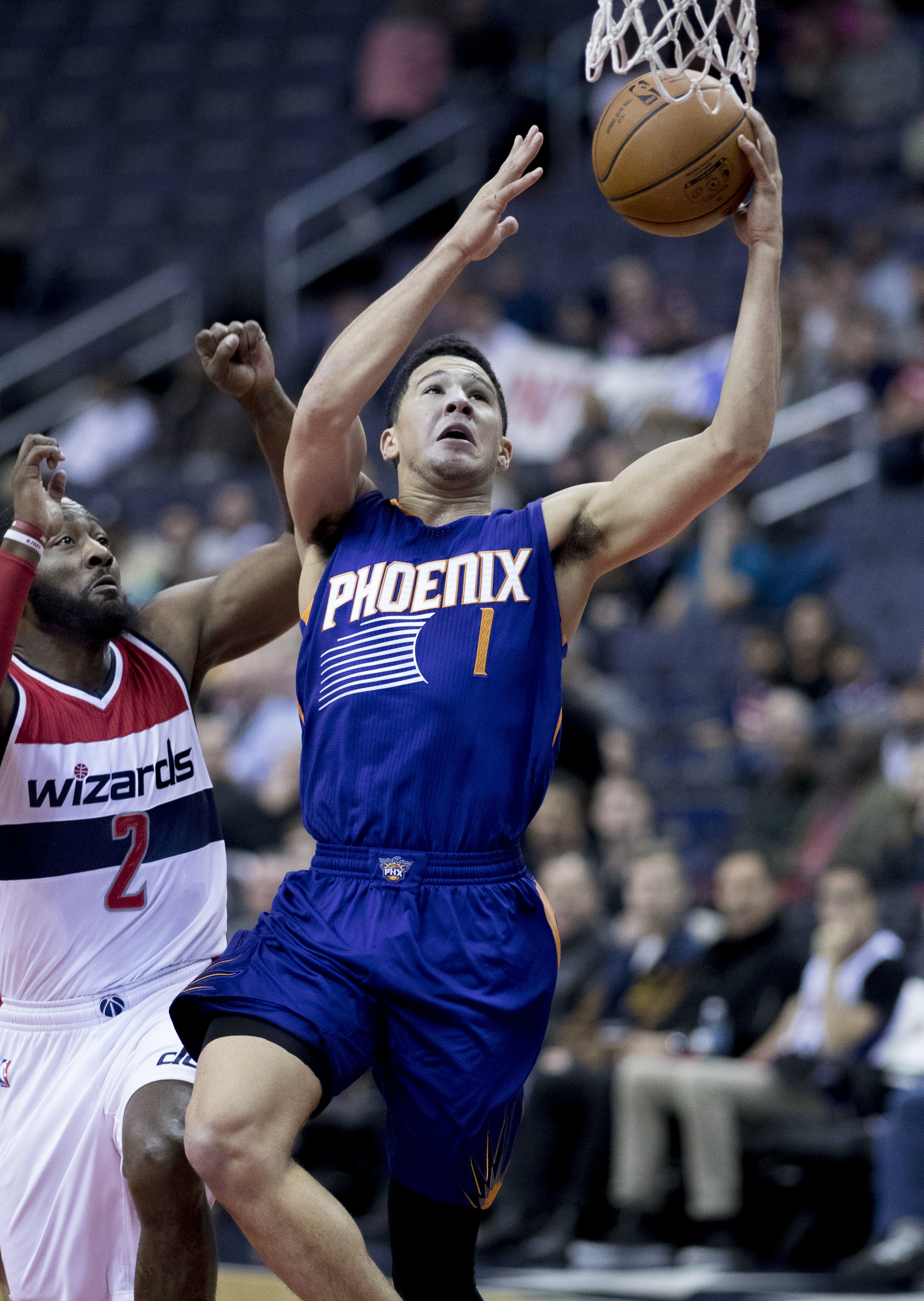
Devin Booker

Lors de la draft 2017, les Suns obtiennent le 4e choix et choisissent Josh Jackson. Le 22 octobre 2017, l’entraîneur Earl Watson est congédié après un début de saison sans victoires, qui comprenait deux défaites de 40 points et plus, ce qui mène à la promotion de Jay Triano au poste d'entraîneur par intérim. Le 7 novembre, Bledsoe est échangé aux Bucks de Milwaukee en échange de Greg Monroe. Les Suns terminent la saison avec le deuxième pire bilan de l’histoire de la franchise (21 victoires et 61 défaites). Après la fin de la saison, les Suns embauchent Igor Kokoškov comme nouvel entraîneur. Les Suns obtiennent le premier choix de la draft 2018, à la suite d'une mauvaise saison en ayant le pire bilan de la ligue. Le 21 juin 2018, ils sélectionnent Deandre Ayton en première position, ainsi que Mikal Bridges avec le 10e choix. Durant l’intersaison, Devin Booker a signé un contrat de 5 ans de 158 millions de dollars avec les Suns.
Avant le début de la saison régulière, le propriétaire Robert Sarver décide de relever Ryan McDonough de son poste de manager général et nomme James Jones à sa place. Les Suns font encore une fois une saison décevante et ratent les playoffs pour la neuvième saison consécutive, avec un bilan de 19-63, la pire de la Conférence Ouest. Lorsque la saison prend fin, Igor Kokoškov est congédié. L’ancien entraîneur des Hornets/Pelicans de la Nouvelle-Orléans et entraîneur adjoint des 76ers de Philadelphie, Monty Williams, est embauché comme nouvel entraîneur le 3 mai. Les Suns obtiennent le 6e choix lors de la loterie de la draft.
Au cours de la draft 2019, les Suns envoient T. J. Warren aux Pacers de l'Indiana et au cours d'une série d'échanges, ils obtiennent le 11e choix avec lequel ils choisissent Cameron Johnson. Ils récupèrent Dario Šarić au sein d'un échange avec les Timberwolves du Minnesota et Aron Baynes. Lors de l'intersaison, ils signent un contrat de trois ans avec Ricky Rubio et un contrat de deux ans avec Kelly Oubre, Frank Kaminsky et Cheick Diallo.
Les Suns jouent contre les Kings lors de leur premier match de la saison, le 23 octobre 2019, et remportent la victoire 124-95. Le 24 octobre, Ayton est suspendu 25 matchs pour avoir échoué un test de dépistage de drogues, mais les Suns continuent de bien jouer, obtenant un bilan de 11-12 sur leurs 23 prochains matchs. Le 13 février 2020, le commissaire de la NBA, Adam Silver, annonce que Devin Booker est nommé remplaçant pour le All-Star Game 2020, marquant la première sélection d'un joueur des Suns depuis Steve Nash en 2012. La suite de la saison ne se passe cependant pas aussi bien pour l'équipe. Les blessures de certains membres importants affaiblissent l'équipe et les Suns sont quasiment exclut de la lutte pour les play-offs en mars peu avant l'arrêt temporaire de la saison NBA à cause de la pandémie de Covid19. A ce moment-là, les Suns sont 13e avec un bilan de 26 victoires pour 39 défaites. Durant l'interruption de la saison, les Suns en profitent pour recruter le meneur Cameron Payne.
Cependant, les circonstances particulières de la reprise de la NBA vont permettre aux Suns de marquer les esprits comme ils ne l'avaient plus fait depuis des années. En effet, la NBA reprend dans un contexte très particulier. La fin de la saison est disputée sous la forme de 8 matchs par équipe dans la bulle d'Orlando, où toutes les équipes ayant encore mathématiquement une chance de se qualifier pour les play-offs se retrouvent pour terminer la saison. Les Suns conservant une infime chance de se qualifier à ce moment-là, font donc partie des équipes invitées et jouent sans complexe. Ils finissent avec 8 victoires et seule équipe invaincue de la bulle, avec notamment une victoire de prestige 117-115 sur un shoot au buzzer de Devin Booker face aux Los Angeles Clippers. Ceci constitue la plus grosse série de victoires de la franchise depuis 2010. Les Suns n'ont plus leur destin en main et doivent compter sur une déroute de leurs adversaires pour espérer une qualification en play-offs. Ils s'échouent ainsi à la 10e place derrière les Trail Blazers de Portland et les Grizzlies de Memphis qui se disputent le dernier ticket de qualification pour les play-offs lors du play-in tournament. Cependant, Devin Booker est tout de même sélectionné dans la All Seeding Games First Team et Monty Williams est nommé Coach of the Seeding Games.
Durant l'intersaison, les Suns échangent Kelly Oubre, Ricky Rubio, Jalen Lecque et Ty Jerome à Oklahoma City contre Abdel Nader et surtout le meneur 10 fois All-Star, Chris Paul pour 2 ans. Durant la draft 2020, ils recrutent en 10e position, l'ailier fort Jalen Smith, en provenance des Terrapins du Maryland. Ils recrutent également Jae Crowder en provenance du Heat de Miami pour 3 ans. Enfin, des recrues additionnelles de qualité viennent étoffer le banc des Suns (E'Twaun Moore, Langston Galloway et Torrey Craig).

### Retour en playoffs (depuis 2020)
Les Suns démarrent la saison 2020-2021 sur la lancée de leur fin de saison précédente. L'objectif de la saison est clairement annoncé : retrouver les playoffs, après 10 années d'absence. Les nouvelles recrues apportent de l'expérience aux jeunes talents qui formaient l'équipe dans la bulle. L'effet du meneur star, Chris Paul, se fait immédiatement ressentir et l'alchimie dans le collectif fonctionne à merveille, autant en attaque porté par l'incontournable Devin Booker, qu'en défense où Mikal Bridges et Jae Crowder s'illustrent. Au moment du All-Star Game 2021, les Suns ont le 2e bilan de la NBA. Cette performance est récompensée par la 11e sélection de Chris Paul au All-Star Game, puis par la 2e de Devin Booker, remplaçant Anthony Davis blessé. Cependant une blessure légère de Devin Booker quelques jours plus tard empêche la franchise d'avoir deux représentants au All-Star Game pour la première fois depuis 2010 (Steve Nash et Amar'e Stoudemire). Les Suns continuent cependant leur belle saison régulière et valident officiellement le 29/04/2021, leur première qualification pour les playoffs depuis 2010 ! Ils finissent la saison en 2e position et affrontent au premier tour, les champions en titre, les Lakers de Los Angeles. Ces derniers, affaiblis par les blessures de leurs deux stars Anthony Davis et LeBron James, ont fini à une place en deçà de leurs standards mais arrivent bien avec une équipe quasi complète en playoffs.
Au cours du premier match, les Suns démarrent sans complexe et un niveau élevé est affiché de chaque côté. Les Suns commencent à prendre une sérieuse avance au cours du second quart-temps, mais Chris Paul se blesse à l'épaule. Pouvant continuer à jouer avec son autre bras, il est cependant marqué par sa blessure et n'est pas au niveau espéré. Les Suns remportent tout de même ce premier match. Cependant, au cours des matchs 2 et 3, Chris Paul est toujours très affaibli et le reste de l'effectif des Suns, jeune et inexpérimenté craque mentalement, à l'image de Devin Booker, expulsé en fin de match pour une deuxième faute flagrante. Ces deux matchs sont perdus et les Suns, menés 2-1, sont d'ores et déjà dos au mur à l'approche du match 4, au Staples Center. Cependant, deux tournants vont avoir lieu au cours de ce match. Anthony Davis, qui avait affiché un niveau impérial lors des matchs 2 et 3, se reblesse et Chris Paul, dans le même temps, a retrouvé son niveau habituel. Les Suns gagnent donc ce match et rentrent victorieux à Phoenix pour le match 5. Celui-ci est gagné haut la main et les Suns achèvent définitivement les Lakers lors du match 6. Ils se qualifient donc pour les demi-finales de conférence pour jouer contre les Nuggets, du MVP de la saison régulière Nikola Jokić, qui viennent d'éliminer les Blazers de Damian Lillard. Les Suns ne font cependant qu'une bouchée des Nuggets, où Nikola Jokić est trop seul sans Jamal Murray blessé et où les autres role players peinent face à l'armada des Suns. Après un sweep (4-0), les Suns atteignent donc les finales de conférence, comme en 2010. Ils y retrouvent les Los Angeles Clippers, privés de leur superstar Kawhi Leonard, mais qui viennent tout de même sortir le premier de conférence le Jazz de l'Utah. Cependant, peu avant le début de la finale, les Suns apprennent qu'ils seront privés de Chris Paul pour les deux premiers matchs, ce dernier ayant contracté la maladie du Covid-19 et étant contraint à l'isolement. Lors du premier match, Devin Booker fait un match d'anthologie, réalisant son premier triple-double en carrière, avec 40 points, 13 rebonds, 11 passes. Lors du second match, c'est Cameron Payne qui prend ses responsabilités en l'absence de Chris Paul, finissant avec 29 points. Cela permet aux Suns de mener 2-0 et d'augmenter, par la même occasion, leur record de victoires consécutives en playoffs à 9, n'ayant plus perdu depuis le match 3 contre les Lakers de Los Angeles au premier tour. Les Suns terminent finalement cette série en 6 matchs et atteignent ainsi la troisième finale NBA de leur histoire, la première depuis 1993 et l'équipe menée à l'époque par Charles Barkley. Cette finale démarre bien pour les Suns qui gagnent leur deux premiers matchs à domicile face aux Bucks de Milwaukee. Giannis Antetokounmpo et ses coéquipiers se montrent intraitables lors des quatre matchs suivants, s'assurant leur premier titre depuis 1971. Devin Booker profite cependant de cette première série de playoffs pour battre un record NBA : celui du record de points inscrits par un joueur lors de sa première saison en playoffs (601 points, dépassant largement Rick Barry et ses 521 points en 1967).
Les Suns profitent de la saison 2021-2022 pour se renforcer dans tous les secteurs et surtout le secteur intérieur qui leur a fait cruellement défaut face à Giannis Antetokoúnmpo lors des finales NBA. Ils recrutent donc JaVale McGee, Bismack Biyombo, Landry Shamet, Elfrid Payton et Aaron Holiday au cours de la saison et se débarrassent de Jevon Carter, Jalen Smith et Abdel Nader. Ils prolongent également certains contrats importants, notamment ceux de Chris Paul et de Mikal Bridges, mais font parler d'eux en ne proposant pas directement un plus gros contrat à Deandre Ayton, malgré sa très bonne saison écoulée. Parallèlement, peu avant le début de la saison, Robert Sarver, le propriétaire de la franchise, est accusé de racisme, misogynie et harcèlement au travail par des dizaines de témoignages. L'ambiance est donc plutôt maussade à l'aube de la nouvelle saison chez le vice champion en titre et les Suns commencent mal la saison avec 3 défaites en 4 matches. Cependant, bien aidés par un calendrier favorable, le rouleau compresseur se met rapidement en marche. Les Suns s'offrent même un nouveau record de franchise : celui du nombre de victoires consécutives (18 contre 17 auparavant),. Ils prennent largement les rênes de la saison NBA et sont récompensés par une nouvelle sélection de Chris Paul et Devin Booker au All-Star Game. Cependant, malgré la large domination des Suns sur la NBA, ces deux joueurs ne sont que remplaçants ce qui ne manque d'attiser l'aigreur des fans qui estiment que leur équipe n'est pas traitée à sa juste valeur, ni par les médias ni par l'ensemble de la communauté NBA.
Continuant sur leur lancée en saison régulière, ils terminent premier de la NBA en établissant un nouveau record de franchise de 64 victoires pour 18 défaites. Cela leur permet d'affronter les Pelicans de La Nouvelle-Orléans, fraichement sortis du play-in tournament, et considérés comme abordables pour les Suns par la plupart des bookmakers. Pourtant, après une victoire facile lors du premier match, les Suns perdent gros lors du second match. Devin Booker sort sur blessure et les Pelicans reviennent à 1-1 dans la série. La façon dont les Suns vont réagir à cette déconvenue est attendue et grâce à l'impact de Chris Paul et Deandre Ayton, ils rebondissent à La Nouvelle-Orléans. Ils terminent la série en 4-2, ce qui leur permet de rejoindre les Mavericks de Dallas du prodige slovène Luka Dončić en demi-finales de conférence. Après une entame de série idéale où les Suns gagnent les deux premiers matchs à domicile, ils perdent néanmoins les deux matchs suivants à Dallas. Alors que les deux équipes gagnent chacune leur match suivant à domicile, le sort de la série se joue sur un match 7 décisif, au Footprint Center. Bien que tous les matchs de cette série aient été jusqu'à présent gagnés par l'équipe évoluant à domicile, le match 7 est une véritable déconvenue pour les Suns qui sont éliminés devant leur public sur un score fleuve, 123-90. Ce score peut même être considéré comme "flatteur" tant les Suns sont dominés, perdant notamment déjà de 30 points au bout de la première mi-temps, en ayant inscrit, dans cette dernière, seulement 27 points, soit autant que Luka Dončić à lui seul. Les Suns choisissent de prolonger Deandre Ayton avec un contrat maximal, malgré de possibles tensions avec Monty Williams.
En décembre 2022, Mat Ishbia, le président de United Wholesale Mortgage (en), devient le nouveau propriétaire majoritaire des Suns. Il devient aussi propriétaire du Mercury de Phoenix. Au total Ishbia dépense 4 milliards de dollars,,. La vente de 57 % des parts des Suns (dont 37 % qui étaient en possession de Robert Sarver) est approuvée par les autres propriétaires de clubs de la NBA en février 2023. Le montant de la vente (uniquement pour les Suns) est de 2,28 milliards de dollars. Le PDG des Suns, Jason Rowley, accusé d'intimidation, de harcèlement et de management toxique démissionne. Il est remplacé à titre intérimaire par Sam Garvin,.
La saison 2022-2023 est moins réussie que les deux précédentes sur le parquet. La plupart des titulaires affichent un niveau en deçà des saisons précédentes, à l'exception de Devin Booker, qui surnage mais dont la saison est plusieurs fois interrompue par des blessures, ce qui lui vaut une non sélection au All-Star Game 2023. Cependant, le 9 février 2023, Kevin Durant, arrive à Phoenix avec T. J. Warren, qui fait son retour aux Suns 4 ans plus tard, en échange de Mikal Bridges, Jae Crowder (qui ne jouait plus depuis le début de saison, souhaitant être transféré), Cameron Johnson et quatre premiers tours de draft (2023, 2025, 2027, 2029). Kevin Durant se blesse dès son arrivée, et ne peut jouer que 8 matchs avec l'équipe avant les playoffs (pour autant de victoire). Finalement quatrième, les Suns battent facilement les Clippers de Los Angeles privés de Kawhi Leonard et de Paul George, 4 à 1. Au deuxième tour face au premier de la conférence ouest, les Nuggets de Denver, une série notamment marqué par des performances de Nikola Jokić et de Devin Booker, les Nuggets triomphent 4-2, pulvérisant les Suns au match 6 dans l'Arizona, menant de trente points dès la mi-temps. Monty Williams est limogé à l'issue de la saison et est remplacé par Frank Vogel. Les changements en profondeur continuent durant l'intersaison, quand le meneur star Chris Paul est échangé contre Bradley Beal des Wizards de Washington. Puis en septembre, c'est le pivot titulaire Deandre Ayton qui est inclus dans un échange avec les Bucks de Milwaukee et les Trail Blazers de Portland.
Les Suns, avec Booker, Durant et Bradley Beal, se qualifient pour les playoffs 2024 avec un bilan jugé décevant, de 49 victoires et 33 défaites. Ils sont battus 4-0 dès le premier tour par les Timberwolves du Minnesota et Vogel est licencié. Il est remplacé peu après par Mike Budenholzer. Lors de la saison 2024-2025, les Suns terminent à la 11e place de la conférence Ouest avec 36 victoires et 46 défaites. Ils manquent les playoffs et Budenholzer est licencié le 14 avril 2025. Le General Manager James Jones est remplacé par Brian Gregory (en) en mai 2025. En juin 2025, Jordan Ott (en), précédemment entraîneur adjoint aux Cavaliers de Cleveland et candidat soutenu par Devin Booker, est nommé entraîneur des Suns.

### Couleurs et symboles

#### Historique du logo

Logo de 1968 à 1992
Logo de 1992 à 2000
Logo de 2000 à 2013
Logo de 2013 à 2017

#### Maillots
Depuis que Nike fournit l'ensemble des tenues aux équipes de NBA, en 2017, les maillots « domicile » et « extérieur » sont remplacés par une collection plus fournie, pouvant servir aussi bien en déplacement qu'à domicile, portant les noms « association », « icon », « statement » et « city », et pour certaines équipes en plus une version « classic » reprenant le design d'anciens maillots.

## Meilleurs marqueurs de l'histoire de la franchise
| Place                                                                                        | Nom du joueur                           | Pays       | Points |
| -------------------------------------------------------------------------------------------- | --------------------------------------- | ---------- | ------ |
| 1er                                                                                          | Devin Booker 2015 -                     | États-Unis | 15 725 |
| 2e                                                                                           | Walter Davis 1977 - 1988                | États-Unis | 15 666 |
| 3e                                                                                           | Alvan Adams 1975 - 1988                 | États-Unis | 13 910 |
| 4e                                                                                           | Kevin Johnson 1988 - 1998 / 2000        | États-Unis | 12 747 |
| 5e                                                                                           | Shawn Marion 1999 - 2008                | États-Unis | 12 134 |
| 6e                                                                                           | Dick Van Arsdale 1968 - 1977            | États-Unis | 12 060 |
| 7e                                                                                           | Amare Stoudemire 2002 - 2010            | États-Unis | 11 035 |
| 8e                                                                                           | Steve Nash 1996 - 1998 / 2004 -2012     | Canada     | 10 712 |
| 9e                                                                                           | Paul Westphal 1975 - 1980 / 1983 - 1984 | États-Unis | 9 564  |
| 10e                                                                                          | Larry Nance 1981 - 1988                 | États-Unis | 8 430  |
| Dernière mise à jour : 12 octobre 2024 En gras : Joueurs évoluant toujours dans la franchise |                                         |            |        |

## Records individuels de la franchise
| Statistique                                                                                 | Nom du joueur | Nombre                 |
| ------------------------------------------------------------------------------------------- | ------------- | ---------------------- |
| Meilleur marqueur                                                                           | Devin Booker  | 16 452 points          |
| Meilleure moyenne points/match                                                              | Kevin Durant  | 26,8 points/match      |
| Meilleur passeur                                                                            | Steve Nash    | 6 997 passes décisives |
| Meilleure moyenne passes/match                                                              | Jason Kidd    | 9,7 passes/match       |
| Meilleur rebondeur                                                                          | Alvan Adams   | 6 937 rebonds          |
| Meilleure moyenne rebonds/match                                                             | Paul Silas    | 12,1 rebonds/match     |
| Meilleur contreur                                                                           | Larry Nance   | 940 contres            |
| Meilleur intercepteur                                                                       | Alvan Adams   | 1 289 interceptions    |
| Meilleur pourcentage au tir                                                                 | Mark West     | 61,3 %                 |
| 3 points marqués                                                                            | Devin Booker  | 1 424 tirs             |
| Meilleur pourcentage à 3 points                                                             | Grayson Allen | 44,5 %                 |
| Lancers-francs marqués                                                                      | Kevin Johnson | 3 851 tirs             |
| Meilleur pourcentage au lancer-franc                                                        | Steve Nash    | 90,7 %                 |
| Matchs joués                                                                                | Alvan Adams   | 988 matchs             |
| Dernière mise à jour : 8 juillet 2025 En gras : Joueurs évoluant toujours dans la franchise |               |                        |

## Palmarès
- Champion de la Conférence Ouest (3) : 1976, 1993 et 2021.

- Champion de la Division Pacifique (8) : 1981, 1993, 1995, 2005, 2006, 2007, 2021 et 2022.

## Maillots retirés
- 5 - Dick Van Arsdale[66]
- 6 - Walter Davis
- 7 - Kevin Johnson
- 9 - Dan Majerle
- 13 - Steve Nash
- 24 - Tom Chambers
- 31 - Shawn Marion
- 32 - Amar'e Stoudemire
- 33 - Alvan Adams
- 34 - Charles Barkley
- 42 - Connie Hawkins
- 44 - Paul Westphal
- 832 - Cotton Fitzsimmons (pour son nombre de victoires en tant qu'entraîneur)
- Entraîneur - Joe Proski